# DierenLot
DierenLot is een Nederlandse stichting die zich inzet voor dieren in nood in Nederland.
De stichting is in 2004 opgericht. Ze ondersteunt ruim 300 zelfstandige, lokale en regionale dierenhulporganisaties door het bieden van financiële steun en steun in natura. Dit laatste gebeurt onder andere door het beschikbaar stellen van dierenambulances, diervoer en dierbenodigdheden. Kennisdeling wordt gestimuleerd via de DierenLot Academie en het Vakblad Dierenhulpverlening. De stichting heeft een achterban van 279.000+ actieve donateurs en bijna 400.000 volgers op de social media.
Lenie 't Hart, Piet Hellemans, André Donker en Dennis van Aarssen zijn ambassadeurs van de stichting.
Naast de opvang en verzorging van dieren heeft Stichting DierenLot ook een maatschappelijk functie. In totaal zetten maar liefst 7.500 betrokken vrijwilligers zich in voor dieren in nood. Dit werk wordt vaak gedaan door mensen met een afstand tot de arbeidsmarkt en door dit werk voelen deze vrijwilligers zich weer betrokken bij de maatschappij.

## Partners
Vaste partners van DierenLot zijn onder andere Zooplus, Best for your Friend, Vitakraft, Yarrah, Hart voor Dieren, Medpets, Pedigree, Purina, Pets Place, Hill's. Deze partners dragen een belangrijke steen bij aan het werk van DierenLot voor de hulp aan dieren in nood. Zij bieden voornamelijk donaties in natura aan. Sinds 2024 is DierenLot officieel partner van de Postcode Loterij en zij ontvangen hierbij elk jaar een schenking van € 500.000. 

## Lobby
DierenLot is een groot voorstander van zowel een chipplicht als een castratieplicht voor alle katten en pleit hiervoor in zowel de landelijke politiek als de provinciale. Dit doen zij samen met Stichting Zwerfkatten Nederland en opvangcentra door de zogenoemde TNRC-methode. Dit staat voor Trap (vangen), Neuter (castreren/steriliseren), Return/Relocate (herplaatsen of als het echt niet anders kan terugplaatsen) en Care (structureel monitoren en nazorg verlenen).